# Детлев фон Ревентлов (пропст)
Детлев Ревентлов (на немски: Detlev Reventlow; * 23 август 1654 във Футеркамп, Шлезвиг-Холщайн; † 4 ноември 1701 в Прец, Пльон, Шлезвиг-Холщайн) е благородник от род Ревентлов от Шлезвиг-Холщайн, тайен съветник и пропст на манастирите в Прец и Шлезвиг и от 1693 г. „рицар на Ордена Данеброг“ по време на управлението на датския крал Фредерик IV.
Той е най-малкият син на датския канцлер за германските части Детлеф Ревентлов (1600 – 1664) и съпругата му Кристина Рантцау (1618 – 1688), дъщеря на Хенрик/Хайнрих Рантцау († 1620) и Катарина Рантцау (1590 – 1655). Братята му са тайният съветник Хенинг Ревентлов (1640 – 1705), господар в Хемелмарк, Глазау и Алтенхоф, също Конрад фон Ревентлов (1644 – 1708), от 1673 г. граф, датски премиер-министър и канцлер (1699 – 1708). Брат му Хенрик Ревентлов (1638 – 1677) се жени за Магдалена Кристина фон Алефелдт-Бинебек (1644 – 1720), по-голямата сестра на съпругата му Доротея фон Алефелдт.
Детлев Ревентлов е господар на благородническите имения Хоенфелде, Колмар, Кварнбек и Шмоел. Той е кралски таен конференц, бюджетен и държавен съветник и също пропст на манастир Прец и на манастрир „Св. Йоханис“ пред Шлезвиг.

## Фамилия
Детлев Ревентлов се жени през ноември 1676 г. за Доротея фон Алефелдт (* 1648; † 12 октомври 1720 в Колмар), дъщеря на Хенрик фон Алефелдт, господар на Клувензик (1619 – 1702) и Катарина фон Алефелдт (1624 – 1708). Те имат 4 деца:
- Хайнрих (* 1678; † 13 януари 1732), граф, императорски дворов съветник, манастирски пропст, женен I. за Вилхелмина фон Брокдорф, II. 1708 г. във Виена за графиня Мария Каролина Йозефа фон Алтхан (* ок. 1684; † 1734)
- Детлеф (* 1680; † 10 май 1755), таен съветник и посланик, женен за Анна Магарета фон Йесен (* 6 септември 1681; † 16 септември 1744)[3]
- Кристина Магдалена (* 1676; † 27 юни 1713), омъжена I. за Кай фон Рантцау-Нойхауз (1650 – 1704), II. 1704 г. за Георг Хайнрих фон Гьорц (1668 – 1719)
- Катарина (* 1682; † 9 април 1716), омъжена април 1701 г. за Хайнрих фон Бухвалдт (1673 – 1717), съветник, господар в Пронсторф